# Omenaa Mensah

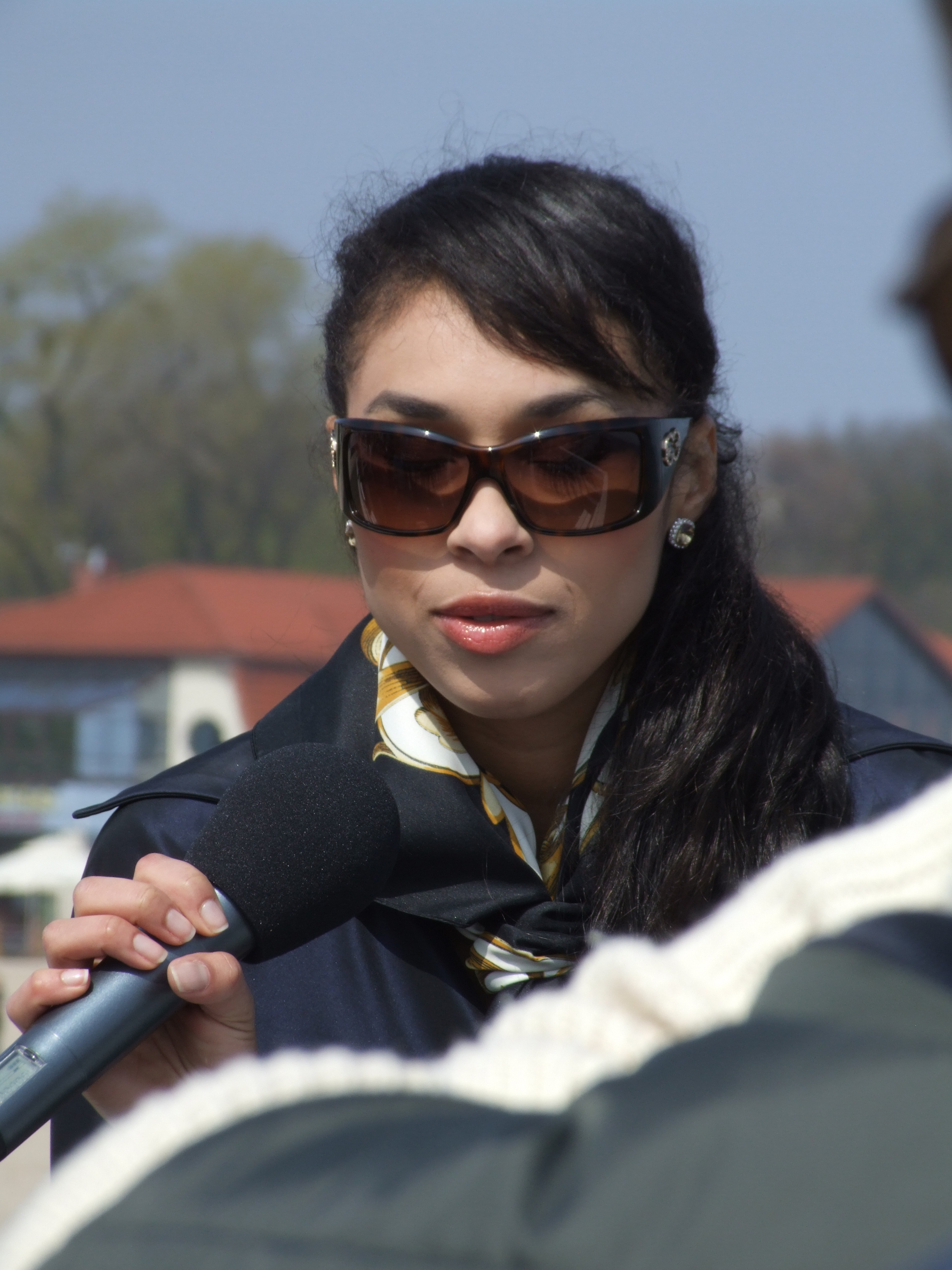
Omenaa Mensah

Amma Omenaa Mensah (Jelenia Góra, 26 juli 1979) is presentatrice van de weersverwachting op het Poolse televisienetwerk TVN.
Omenaa Mensah is de dochter van een Ghanees en een Poolse. Ze studeerde aan de Universiteit voor economie in Poznań. Ze poseerde voor Playboy, CKM en een lingeriebedrijf. Ze was deelnemer in de Poolse versie van Dancing with the Stars.